# Bufotes boulengeri
El sapo norteafricano (Bufotes boulengeri) es una especie de anfibio anuro de la familia Bufonidae.

## Descripción
Existen variaciones en color y diseño a lo largo de su área de distribución. Las manchas varían de verde a marrón obscuro y en ocasiones también rojo. El vientre es, por lo general, de colores claros. Pueden variar su color en respuesta al calor y la luz en mayor grado que otros sapos. También tienen glándulas productoras de bufotoxinas como defensa ante las amenazas. Las hembras depositan entre 9000 y 15000 huevos en cada freza. Pueden alcanzar, a lo sumo, tallas de 15 cm.

## Distribución
Especie que habita en gran parte de África del norte, con poblaciones fragmentadas, desde el Sáhara Occidental y Marruecos desde Argelia, Túnez y Libia hasta Egipto y en la isla de Lampedusa, Italia. Las poblaciones fragmentadas que habitan el oeste de Arabia, el sur de Israel y Jordania no está clara su pertenencia a esta especie y posiblemente pueden pertenecer a Bufotes variabilis. En España habita en las ciudades autónomas de Ceuta y Melilla.

## Hábitat
Especie que habita áreas de herbazales, matorrales, pastizales secos, zonas semi y desérticas, por lo general se encuentran en los oasis.